# Tenaille (outil)
 (juin 2018).
Si vous disposez d'ouvrages ou d'articles de référence ou si vous connaissez des sites web de qualité traitant du thème abordé ici, merci de compléter l'article en donnant les références utiles à sa vérifiabilité et en les liant à la section « Notes et références ».
Pour les articles homonymes, voir Tenaille (homonymie).

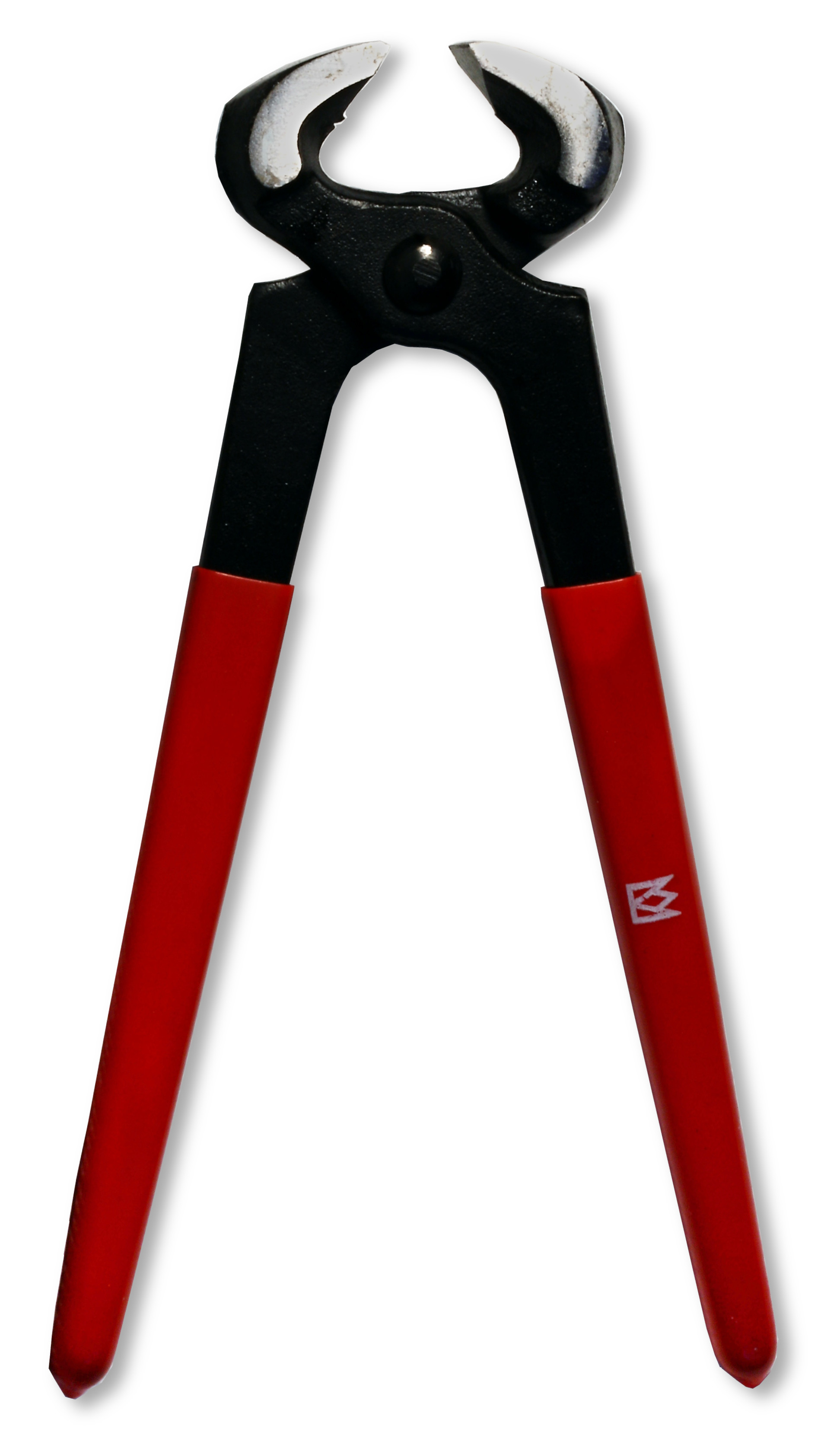
Tenaille de charpentier actuelle.

Une tenaille - on dit aussi des tenailles car un  mot s'appliquant à décrire deux parties symétriques est souvent mis au pluriel - est à l'origine un instrument de forgeron, composé de deux longues pièces de fer attachées l'une à l'autre par un axe ponctuel, autour duquel elles peuvent s'ouvrir/s'écarter ou se refermer/se resserrer, les plus longues extrémités servent de branches articulées que l'on peut serrer, ce qui provoque au delà de leur croisement axial, la fermeture d'un court bec de préhension parfois composé d'une paire de mâchoires adaptées, qui sert à saisir, serrer, couper ou arracher. Mais les charpentiers et les menuisiers utilisent cet outil pour saisir et arracher, souvent par un mouvement de levier tournant, clous et pointes, agrafes, crampons ou clavettes bien avant l'époque moderne. Il existait aussi des tenailles de maréchal-ferrant ou d'orfèvre bijoutier, de chirurgien (barbier), de tapissier, de vitrier ou de carreleur traditionnel, par exemple en matériau céramique  ou azulejos. On peut aussi s'en servir pour tenir du fil ou des torons, des tirants ou des épingles, de métal, voire couper ces derniers facilement si le rebord du taillant est fin et aiguisé, ou encore sectionner des matériaux durs en excroissance ou allongés.

## Histoire du mot

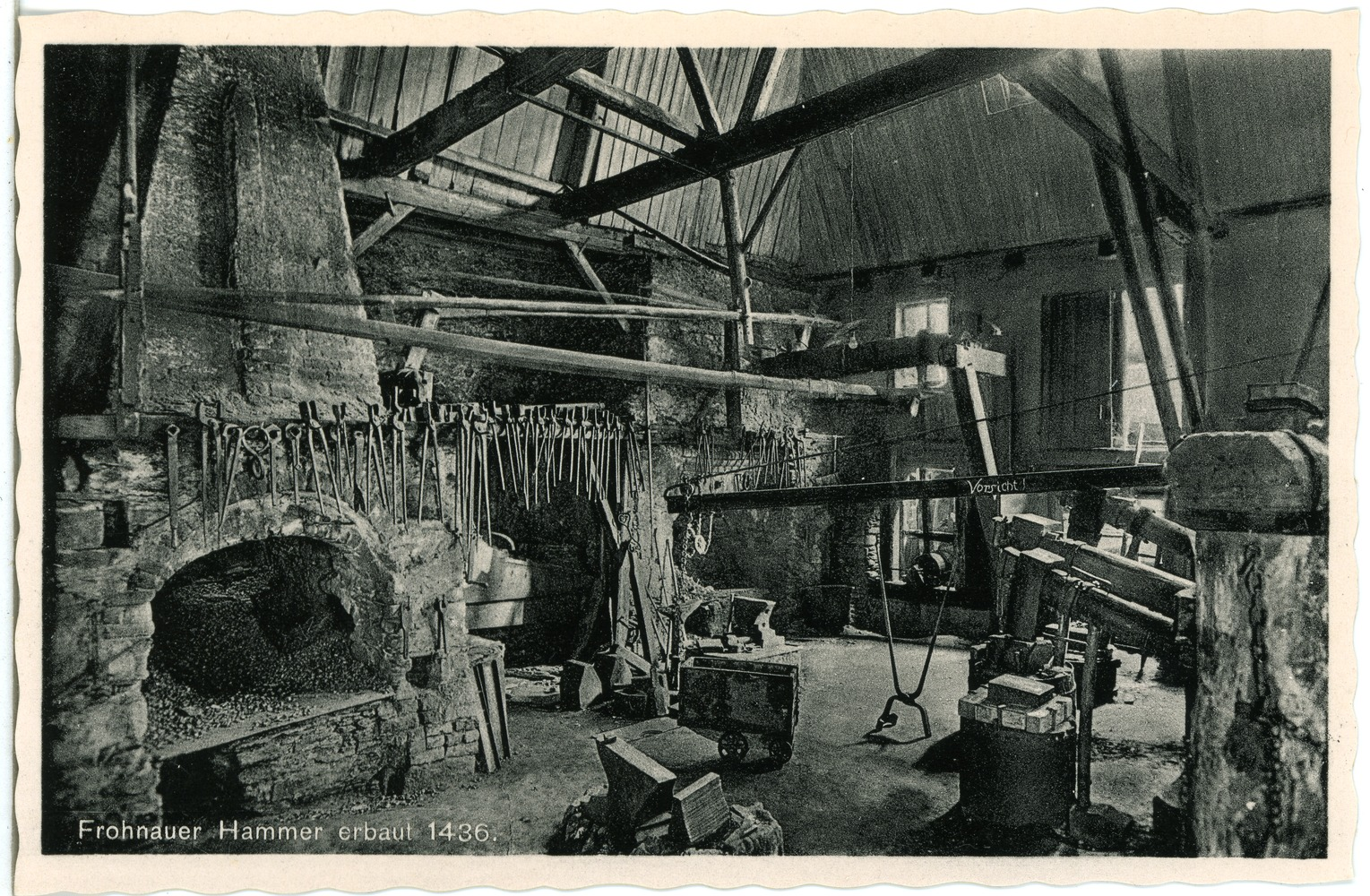
Forge et martinet Frohnauer à Annaberg, montrant un râtelier de tenailles et de pinces.

Le mot apparaît vers 1160 en ancien français dans le roman d'Eneas. Il désigne un "outil de fer composé de deux branches à mors qui s'ouvrent et se resserrent de manière à saisir et à tenir fortement". Les tenailles et les pinces sont des outils de travail associés à la forge et à différents métiers, mais peuvent être aussi des outils de torture, souvent marqué de rouge. Le verbe transitif tenailler signifiait concrètement "mettre quelqu'un au supplice, par l'action des tenailles du bourreau", et le verbe actuel a gardé plutôt un sens moral ou psychologique analogue à "tourmenter, torturer". Le dictionnaire françois-latin de Robert Estienne mentionne dès 1549 en dessous du terme "tenaille" assimilé au mot latin forceps, l'expression concrète tenailler ung malfaicteur c'est-à-dire "brûler un malfaiteur avec des pinces chauffées au rouge". Le lexicologue retrouve et le supplice du tenaillement et l'instrument de torture, les tenailles de teinte rouge et le plus souvent rougies au feu ou ardentes, qui permettaient de saisir et d'arracher la peau et/ou les muscles des condamnés. Le poète et tragédien Jehan de la Taille s'écrie "Qu'on pincette mon corps de bouillantes tenailles".
Le terme latin classique forceps, forcǐpis de genre masculin ou féminin désigne les tenailles et les pinces du forgeron, mais aussi les fortes pinces de carriers et tailleurs, pour serrer et élever les pierres, et d'une manière étendue en médecine et chirurgie, les pinces, les tenettes, le forceps, le davier. Cette définition ouverte explique, a minima sur le plan littéraire, la confusion ancienne entre ses outils fort différents. L'idée de tenaille, ainsi que du verbe tenailler, induite de la définition de Robert Estienne, s'accorde à ce qui est bien tenu et ce qui n'est pas lâché ou relâché facilement. Tenailler signifie pour un forgeron "serrer, saisir, manipuler, transporter etc." une pièce de métal à travailler. La tenaille à viz, ou tenaille à vis attesté en 1616 dans le dictionnaire franco-espagnol de César Oudin correspond à l'étau à main des serruriers.
Le dictionnaire de Furetière le décrit comme un instrument de fer qui sert à tenir et à arracher quelque chose, ce qu'il serait difficile de faire avec la main. Il mentionne que le mot employé le plus souvent au pluriel provient du latin vulgaire ou populaire, en réalité un mot neutre pluriel tenacula pris pour un féminin singulier. Antoine Furetière écrit en guise d'exemples pertinents : les forgerons ont de grosses tenailles pour manier le fer ardent, On arrache les clous avec des tenailles. Mais l'auteur semble oublier que les forgerons possèdent une panoplie de tenailles et de pinces, des grandes en longueur et des plus petites en taille. De même, l'auteur du Grand Siècle conscient que les artisans ont un grand nombre de tenailles pour différents usages, semblent oublier toutes distinctions techniques entre pinces et tenailles, en réservant l'appellation de pinces uniquement à de grands leviers. Il est vrai que la grande pince à disposer ou déplacer les bûches dans un foyer de cheminée pouvait être appelée communément tenaille. Ainsi l'assertion "une garniture de feu consiste en paelle, pincettes et tenailles" reste exacte.
En verrerie, les tenailles est un instrument usité pour le coulage des glaces au XIXe siècle. Il est trivialement composé de deux barres de fer qui se croisent et se meuvent autour d'un rivet. Les extrémités, dites de préhension, des branches supérieures prennent la forme d'un carré s'adaptant aux diamètres des cuvettes de chauffe, alors que les extrémités opposées ou maniables se terminent en poignées. Les tenailles servent à enlever les cuvettes, les soulever et renverser doucement, pour en verser le contenu sur la table de coulage. Quand le rivet qui unit les tenailles est fixé à un essieu muni de roues, elles constituent la pièce maîtresse de l'appareil nommé chariot à tenailles.
Au début du XXe siècle, le terme tenaille, mot usité le plus souvent au pluriel, reste polysémique. Le monde rural retient l'instrument de fer, devenu l'outil arborant deux mors spécifiques en forme de deux demi-cercles à chaque bout, l'instrument de maréchalerie avec lequel le maréchal-ferrant tient le fer sur l'enclume afin de le frapper ou le travailler, mais aussi un synonyme populaire des "pincettes" pour remuer le feu d'un foyer, et divers autres outils ou dispositifs dont ceux du serrurier ou du treillageur. Ce n'est plus seulement l'instrument de la forge ou de ferronnerie, mais un outil composé d'une mâchoire caractéristique qui s'ouvre et se ferme pour saisir. Il est facile d'arracher des clous avec des tenailles. En serrurerie, il existe une tenaille à chanfrein et des mordaches parfois en bois qui servent à maintenir les pièces. Le treillageur manipule avec dextérité sa tenaille, outil de fer acéré arborant deux branches avec une tête aplatie, servant à couper les pointes et à ployer les tringles. La tenaille à rail correspond à une pince à mors arrondis et à branches horizontales, pour soulever et porter les rails de chemins de fer.

## Variétés des tenailles
Les tenailles, outil tenu à deux mains lorsqu'elles sont grandes, ont diverses mâchoires ou mors plus ou moins larges, qui se rejoignent généralement par une partie amincie ou fine nommées "pince", ce qui n'empêche pas les mâchoires d'être dites plates, coupantes ou dentelées. Le tranchant du bec se nomme taillant. Se distinguent les tenailles justes dont les mors viennent au contact pour saisir les pièces délicates, les tenailles goulues dont les mors restent ouverts et ne peuvent saisir que des grosses pièces ou des morceaux de fer volumineux, les multiples tenailles de forge ou du forgeron parmi lesquelles le tourne-à-gauche pour maintenir de grosses pièces, les grosses tenailles à chaînon, à servante ou à coulant, les tenailles à étirer le fer, certaines tenailles dites à coquille, à écrevisse etc.. 
En métallurgie, et spécifiquement dans le travail du fer, se distinguent les tenailles à écrevisse, les tenailles à réchauffer et les tenailles à coquille: 
- Les tenailles à écrevisse, pesant 12 kg, ont des mors de section elliptique et un forme de bec fermé, vue du haut à plat, grossièrement hexagonale.
- Les tenailles à réchauffer, très résistantes, pesant 20 kg, servent à placer ou tirer les barres ou les paquets chauffés au rouge des foyers pour les porter aux marteaux ou aux laminoirs. Les mors et les manches sont à section carrée, et le bec a une forme de fer à cheval très resserré. Grâce à une sorte de grosse agrafe en forme de S, où se placent l'extrémité des manches, il est possible de maintenir aussi longtemps qu'on le souhaite, le serrage de l'instrument.
- Les tenailles à coquille, plus légères, pesant 8 à 10 kg, avec de longs manches de l'ordre de 1,20 mètre à partir du boulon d'articulation servent à prendre les maquettes. L'un des mors a la forme d'une coquille, et l'autre mors est plat. La coquille forme ainsi un récipient à fond plat et à rebord de cuvette, où se placent les maquettes, par ailleurs maintenues par le mors plat une fois la tenaille refermée.

Citons encore les tenailles à chanfrein, les tenailles à rails, pinces à mors arrondi qui peuvent saisir et soulever les rails pour les mettre en place, les tenailles à vis qui forme un petit étau à main de serrurier. Le goulu dénomme des tenailles à fortes mâchoires servant à saisir les pièces métalliques en serrurerie

Evolution de la petite tenaille vers les pinces de manipulation de fils de fer ou de câbles ou torons. Illustration extraite de "Cyclopédie ou trésor de connaissances utiles" de Henry B. Scammel (1897).

Les baquettes sont les tenailles du baqueleur, ouvrier dont la tâche était de tirer les fils métalliques à la filière. Dans les tréfileries d'il y a deux siècles, le fil de cuivre, les fils de métaux ductiles que sont l'or et l'argent, sortis de la machine nommée "argue", les fils de fer ou d'acier devaient être saisis principalement avec des tenailles. Il en était de même de la tôle chauffée au rouge-cerise portée au martinet.

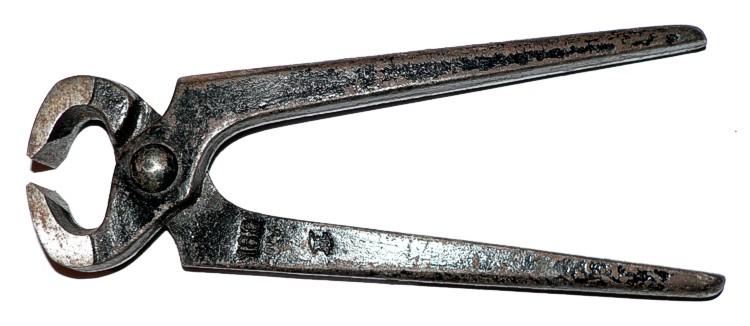
Tenaille classique, dite « de menuisier » ou « de charpentier ».

Un outil ainsi dénommé "tenailles", très répandu à la Belle Epoque s'emploie pour ôter des clous plantés dans le bois. Ce sont les tenailles ordinaires des serruriers et des menuisiers. Le bec suffisamment large prend appui sur la pièce et peut saisir l'extrémité du clou, le tirer parfois par étapes de reprise ou progressivement en ergotant avant de l'arracher définitivement. Cette tenaille ordinaire qui montre des arêtes de mâchoires, déterminés par un seul biseau formant un angle peu aigu, n'est pas une tenaille coupante. Cette dernière comporte des arêtes déterminés par des biseaux formant des angles très aigus, ce qui signifie qu'un serrage appliqué sectionne la pièce métallique ou la matière saisie entre les mâchoires. La tenaille coupante qui permet de couper du fil de fer, des clous ou des tiges filetées, joue le même rôle qu'une pince coupante droite, plus petite et tenue à une main, et qui présente un aspect de bec similaire. Les tricoises désignaient autant les tenailles du menuisier pour arracher les clous du bois que les tenailles employées par le maréchal ferrant pour ferrer les chevaux. Le dégoudronnoir est une paire de tenaille à mâchoires demi-circulaires pour enlever la cire des bouteilles. L'esherboir est en agriculture une tenaille à deux mors, pratique pour arracher les racines. La tenaille à vis en horlogerie représente un dispositif de fixation.

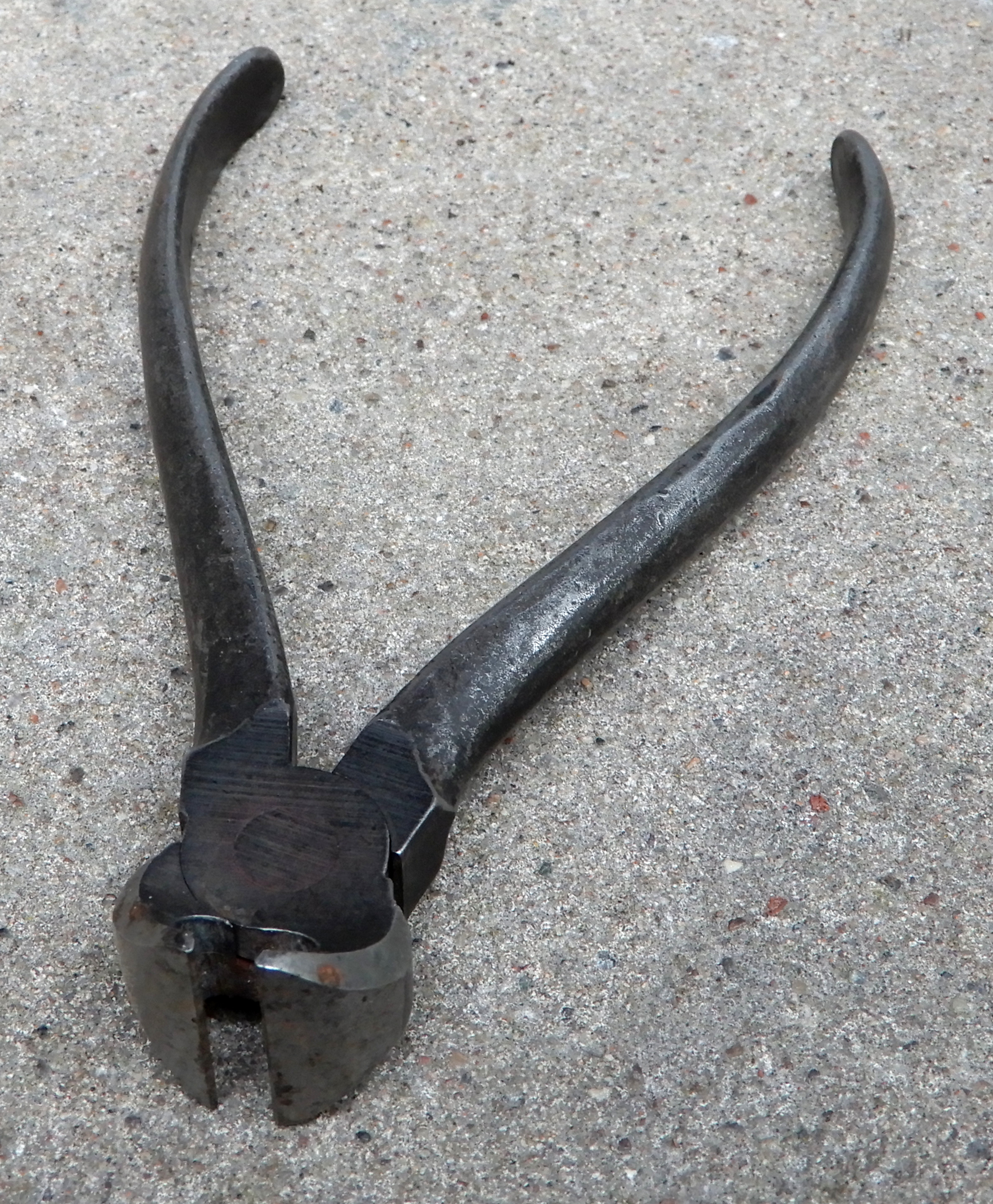
Tenaille robuste, simple outil tenu à une main, pour saisir et couper.

Une tendance à la réduction en taille des tenailles s'impose depuis plus d'un siècle. Les grosses et lourdes tenailles appelées moraille, tendent à disparaître. Mais les fonctions se pérennisent : écrevisse à la forge, croche chez le maréchal-ferrant, tord-nez du vétérinaire etc. 
Concernant les métiers, il existe encore diverses tenailles maniables à une main, dites tenaille de menuisier, de tapissier, de carreleur, de mécanicien, de forgeron ou de forge etc.  

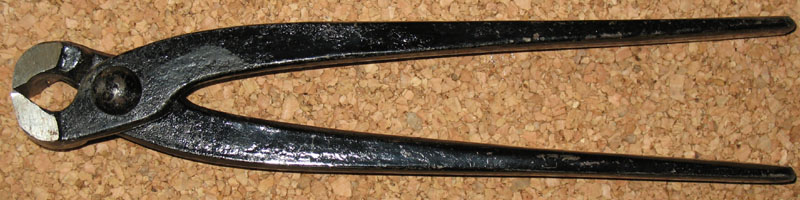
Tenaille russe au métal nu, sans gaine isolante.

Les tenailles coupantes, plus allongées et avec des mâchoires plus fines, très souvent à longueurs réduites de manches, entre 200 et 300 mm et en conséquence maniables à une main, sont aujourd'hui appelées « tenailles russes » , « pinces coupantes frontales » ou « pince Monier ». Le bec assurant une grande force de serrage est imposant, plat, perpendiculaire et court. La partie externe des becs est, en général, plate ou en léger biseau rentrant de manière à permettre une coupe arasante, c'est-à-dire à-ras par le dessus. Avec ses tranchants en acier trempé sur sa tête polie, cet outil peut non seulement couper, mais aussi tirer, torsader et ligaturer toutes sortes de fil de fer, en bobine ou en armature. Les branches du manche manuel sont gainées et isolées, pour les applications électriques. Une tenaille russe peut être multi-usage : outil de réparation en bricolage ou en mécanique, elle peut aussi servir à poser ou a ajuster un grillage, à arranger des armatures métalliques dans du béton, à couper des petites branches ou tailler arbustes et haies devenant un outil d'espace vert. Dans le bâtiment, la pince Monier, au bord de coupe trempé par induction, le plus souvent sans revêtement de poignée, permet en une seule opération, d'attacher, tresser et couper un fil d'attache ou un fil d'armature de construction en béton.

## Iconographie
La tenaille est un outil ambivalent, à la fois instrument de souffrance, de supplice et de torture, et instrument salvateur de chirurgie et de médecine réparatrice. La martyre d'Alexandrie, Apolline aux dents cassés porte symboliquement des tenailles, une fois promue patronne des dentistes médiévaux ? Sainte Agathe affreusement torturée avec des tenailles pour ses attributs féminins retrouve par miracle son intégrité physique. Nicodème dans les représentations de descente de croix manie une tenaille pour délivrer les pieds du Christ.

## Archéologie
Les fouilles médiévales conduites en Scandinavie révèlent l'outillage nécessaire aux moyens de transport, char ou chariots, traîneaux ou bateaux, le plus souvent modulables et démontables : haches, scies et tenailles de toutes dimensions, mais aussi coins ou clavettes, marteaux et pinces.

## Autres liens